# Avia BH-3
Die Avia BH-3 war ein tschechoslowakisches Jagdflugzeug aus dem Jahr 1921. Ungewöhnlich für ihre Zeit ist die Auslegung als Eindecker, da die meisten Jagdflugzeuge dieser Epoche Doppeldecker waren.

## Entwicklung
Die bei Avia angestellten Konstrukteure Pavel Beneš und Miroslav Hajn (daher das Kürzel BH) entwickelten die BH-3 aus dem ebenfalls in Eindeckerbauweise ausgeführten Sportflugzeug BH-1bis von 1921. Das Flugzeug bestand aus Holz und die Tragflächen in Tiefdeckerkonfiguration besaßen mit dem Rumpf verbundene V-Verstrebungen.
Ausgangspunkt der Entwicklung war die vom Verteidigungsministerium gestellte Anforderung č.j.293808 vzduchopl./1921 vom 27. April 1921, die den Bau eines Prototyps der BH-3 zum Preis von 421.000 Kč (ohne Motor und Bewaffnung) forderte. Der erste von vier Prototypen mit der Bezeichnung Av-B-3.01 startete am 16. Dezember 1921 mit Bohumil Munzar am Steuer zum Erstflug. Am 6. Juni 1922 kam es jedoch zur Katastrophe, als der Prototyp in Anwesenheit einer Kommission des Verteidigungsministeriums abstürzte und Munzar den Tod fand. Avia gelang es jedoch, das Ministerium davon zu überzeugen, dass der Absturz nichts mit der Konstruktion zu tun hatte. Die Arbeiten konnten daraufhin fortgesetzt werden. So konnte bereits zum Anfang November 1922 der neue Werkspilot Josef Skubal mit den Tests am „Ersatzprototypen“ Av-B-3.01 beginnen. Diese Maschine war mit einem BMW IIIa ausgestattet, während der zweite Prototyp einen Hispano-Suiza erhielt (Werksbezeichnung BH-4 bzw. Av-HS-3.01). Die Erprobung ergab befriedigende Flugeigenschaften, weshalb das Verteidigungsministerium am 15. Dezember 1922 einen Auftrag über zehn Serienmaschinen unterzeichnete (210.000 Kč je Zelle). Sie wurden 1923 unter der Bezeichnung B-3 an die Fliegerkräfte ausgeliefert und beim 1. Fliegerregiment (32. Fliegerrotte) in Prag-Kbely geflogen, wobei die B-3.4 bei Avia zu Testzwecken verblieb und die B-3.7 zur Fliegerschule nach Cheb kam (später folgte ihr auch die B-3.6). Allerdings verblieben die Maschinen nicht sehr lange beim 1. Fliegerregiment, da sie bereits Mitte 1924 an die Fliegerschule Cheb übergeben wurden. 1927 erfolgte die Ausmusterung.
Der vierte Prototyp B-3.04 erhielt versuchsweise einen leistungsstärkeren Walter-W-IV-Motor. Da sich die Höchstgeschwindigkeit lediglich um 5 km/h, die Masse jedoch um 17 kg erhöhte, wurde das Projekt nicht weiter verfolgt.

## Technische Daten

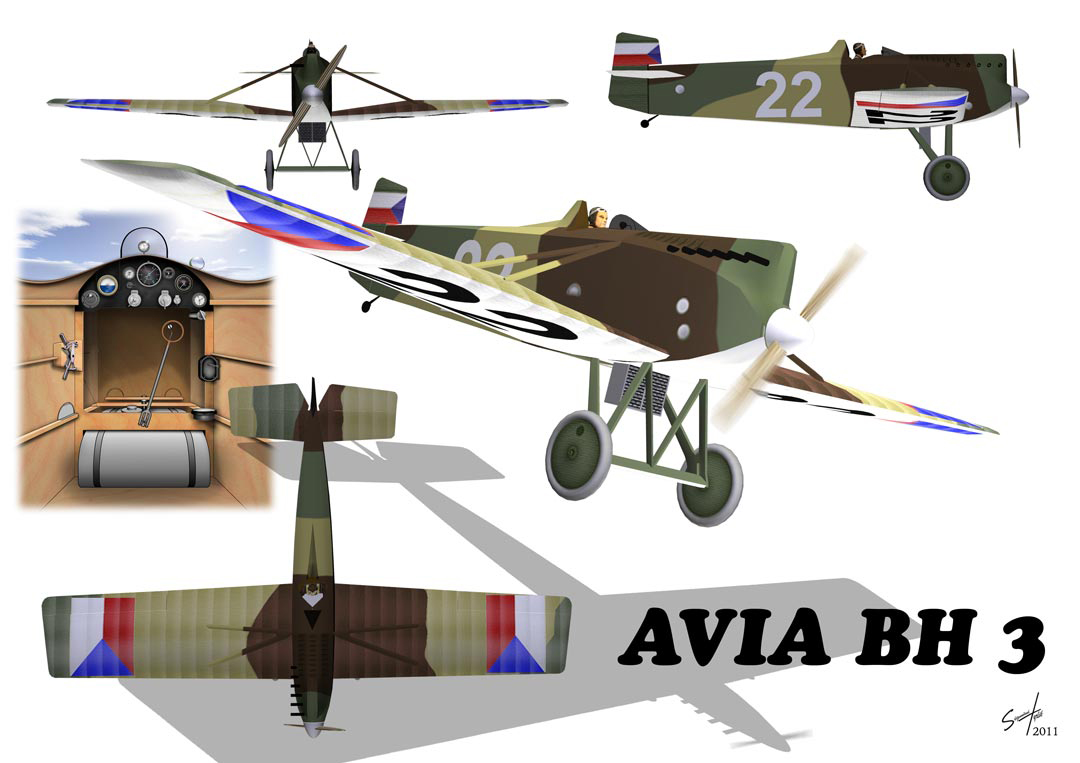
Avia BH-3

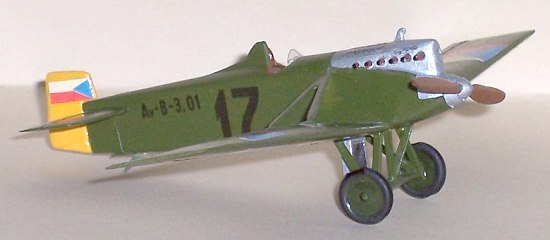
Modell des Prototyps B-3.01

| Kenngröße             | Daten                                             |
| --------------------- | ------------------------------------------------- |
| Konzeption            | Jagdflugzeug                                      |
| Konstrukteure         | Pavel Beneš / Miroslav Hajn                       |
| Hersteller            | Avia Akciová Společnost Pro Průmysl Letecký       |
| Baujahre              | 1921–1923                                         |
| Besatzung             | 1 Pilot                                           |
| Länge                 | 6,98 m                                            |
| Spannweite            | 10,24 m                                           |
| Höhe                  | 2,77 m                                            |
| Flügelfläche          | 15,76 m²                                          |
| Flügelstreckung       | 6,7                                               |
| Leermasse             | 734 kg                                            |
| Startmasse            | 1025 kg                                           |
| Flächenbelastung      | 65,0 kg/m²                                        |
| Antrieb               | ein Reihenmotor BMW IIIa                          |
| Leistung              | 136 kW (185 PS)                                   |
| Höchstgeschwindigkeit | 225 km/h in Bodennähe                             |
| Marschgeschwindigkeit | 190 km/h                                          |
| Steigzeit             | 10,5 min auf 5000 m                               |
| Dienstgipfelhöhe      | 8000 m                                            |
| Reichweite            | 450 km                                            |
| Bewaffnung            | zwei starre 7,7-mm-Vickers-MG 0303 über dem Motor |